# العلاقات الليسوتوية المصرية
العلاقات الليسوتوية المصرية هي العلاقات الثنائية التي تجمع بين ليسوتو ومصر.

## مقارنة بين البلدين
هذه مقارنة عامة ومرجعية للدولتين:
| وجه المقارنة                                              | ليسوتو                      | مصر           |
| --------------------------------------------------------- | --------------------------- | ------------- |
| المساحة (كم2)                                             | 32.96 ألف                   | 1.01 مليون    |
| عدد السكان (نسمة)                                         | 2.23 مليون                  | 94.80 مليون   |
| الكثافة السكانية (ن./كم²)                                 | 67.66                       | 93.86         |
| العاصمة                                                   | ماسيرو                      | القاهرة       |
| اللغة الرسمية                                             | لغة إنجليزية، اللغة السوتية | اللغة العربية |
| العملة                                                    | لوتي ليسوتو                 | جنيه مصري     |
| الناتج المحلي الإجمالي (بليون دولار)                      | 2.64 مليار                  | 235.37 مليار  |
| الناتج المحلي الإجمالي (تعادل القوة الشرائية) بليون دولار | 6.30 مليار                  | 998.67 مليار  |
| الناتج المحلي الإجمالي الاسمي للفرد دولار أمريكي          | 1.07 ألف                    | 3.61 ألف      |
| الناتج المحلي الإجمالي للفرد دولار أمريكي                 | 2.64 ألف                    |               |
| مؤشر التنمية البشرية                                      | 0.497                       | 0.690         |
| رمز المكالمات الدولي                                      | +266                        | +20           |
| رمز الإنترنت                                              | .ls                         | .eg، .مصر     |
| المنطقة الزمنية                                           | ت ع م+02:00                 | ت ع م+02:00   |

## منظمات دولية مشتركة
يشترك البلدان في عضوية مجموعة من المنظمات الدولية، منها:
| علم المنظمة | اسم المنظمة                                                | تاريخ انضمام ليسوتو | تاريخ انضمام مصر |
| ----------- | ---------------------------------------------------------- | ------------------- | ---------------- |
|             | البنك الإفريقي للتنمية                                     | ?                   | 10 سبتمبر 1964   |
|             | العملية المشتركة للاتحاد الأفريقي والأمم المتحدة في دارفور | ?                   | 31 يوليو 2007    |
|             | المركز الدولي لتسوية المنازعات الاستشارية                  | 7 أغسطس 1969        | 2 يونيو 1972     |
|             | البنك الدولي للإنشاء والتعمير                              | 25 يوليو 1968       | 27 ديسمبر 1945   |
|             | منظمة التجارة العالمية                                     | ?                   | 30 يونيو 1995    |
|             | الأمم المتحدة                                              | 17 أكتوبر 1966      | 24 أكتوبر 1945   |
|             | الاتحاد الأفريقي                                           | ?                   | 9 يوليو 2002     |
|             | وكالة ضمان الاستثمار متعدد الأطراف                         | 12 أبريل 1988       | 12 أبريل 1988    |
|             | منظمة الشرطة الجنائية الدولية                              | ?                   | 7 سبتمبر 1923    |
|             | مؤسسة التنمية الدولية                                      | 19 سبتمبر 1968      | 26 أكتوبر 1960   |
|             | يونسكو                                                     | 29 سبتمبر 1967      | 22 يناير 1947    |
|             | مؤسسة التمويل الدولية                                      | 29 سبتمبر 1972      | 20 يوليو 1956    |
|             | الاتحاد البريدي العالمي                                    | ?                   | ?                |
|             | الاتحاد الدولي للاتصالات                                   | 26 مايو 1967        | 9 ديسمبر 1876    |

## وصلات خارجية
- موقع وزارة الخارجية الليسوتوية
- موقع وزارة الخارجية المصرية